# Волянський потік (притока Топлі)
Волянський потік (словац. Voliansky potok) — річка в Словаччині, права притока Топлі, протікає в окрузі Вранов-над-Теплою.
Довжина — 12 км. Витік знаходиться в масиві Ондавська височина — на висоті 360 метрів. Протікає територією сіл Руська Воля; Матяшка і Ременини.
Впадає у Топлю на висоті 160 метрів.